# Alette Beyer
Alette Beyer, född 1726, död 1810, var en norsk affärsidkare. 
Hon var gift med köpmannen Otto Beyer (1711–1778). 
Som änka ärvde hon Røros kobberverk, Selbu kobberverk och gården Halset på Byåsen. Hon tillhörde Trondheims köpmanselit och skötte verksamheten fram till 1801. 
Bryggan Beyerbrygga blev i folkmun kallad «Madam Beyer». Vägen Alette Beyers veg på Halset fick namn efter henne 1957.